# Єременко Костянтин Андрійович
Єременко Костянтин Андрійович (19 березня 1924, Баку — 13 вересня 2005, Київ) — український диригент. Чоловік піаністки Зої Єременко. Лауреат Державної премії СРСР (1976). Заслужений діяч мистецтв Української РСР (1990). Вперше в СРСР виконав Концерт № 1 для фортепіано з оркестром Сергія Рахманінова.

## Життєпис
У 1951 році закінчив Московську консерваторію (фортепіанне відділення). У 1957 році закінчив Київську консерваторію (диригентне відділення). Працював концертмейстером у Київській філармонії. Упродовж 1957—1990 рр — диригент Київського театру опери та балету ім. Т. Шевченка.
Гастролював у Бельгії, Італії, Угорщині, Румунії, Португалії.

## Творчість
Вперше здійснив постановки балетів: «Чорне золото» (1957), «Кіт у чоботях» (1958) Вадима Гомоляки, «Блакитний Дунай» на музику Йоганна Штраусса (1957), «Незвичайний день» Миколи Сильванського (1964), «Поручик Кіже» Сергій Прокоф'єва (1966), «Легенда, що ожила» на музику Миколи Метнера (1967), «Буря» на музику Петра Чайковського (1968), «Чіполліно» Карена Хачатуряна, «Білосніжка та семеро гномів» Богдана Павловського (1976), «Коппелія» Лео Деліба (1982) та ін..

## Репертуар
У репертуарі — твори Людвіга ван Бетговена, Каміля Сен-Санса, Фридерика Шопена, Роберта Шумана, Петра Чайковського.

## Вибрані праці
- О перспективах развития симфонического оркестра. К., 1974;
- Музыка от ледникового периода до века электроники. Кн. 1–2. Москва, 1991.